# Ceropales maculata maculata
Ceropales maculata maculata é uma subespécie de insetos himenópteros, mais especificamente de vespas pertencente à família Pompilidae.
A autoridade científica da subespécie é Fabricius, tendo sido descrita no ano de 1775.
Trata-se de uma subespécie presente no território português.